# Associazione nazionale sordi (Ungheria)
L'Associazione dei Sordi Ungheresi (in lingua ungherese Siketek és Nagyothallók Országos Szövetsége) è l'associazione della comunità sorda ungherese e magiara.